# 卓绝的伟人
《卓绝的伟人》（：／）是朝鲜民主主义人民共和国太阳社1977年出版的书籍，作者林南洙。该书是关于金日成的故事集，是为庆祝金日成65周岁生日而编集的。
1979年，该书中文版由朝鲜外文出版社出版，硬皮精装，没有定价，中华人民共和国很多学校，机关单位获得分配。

## 内容概述
本书由几十篇短篇故事组成，大致分为金日成少年时期的爱国行为（如把“国语课本”的标题涂改为“日语课本”），抗日时期作为“天下名将”的战绩（《将军的“缩地法”》，《踩着树叶子渡过鸭绿江》等），和当选共和国主席之后在現場指導中表现出的种种“全知全能”（此处引用章节原名）。全知，体现在超越行业技术专家的见识（比如，提出了把压缩机搬入矿井的方案，凭想象准确统计出金日成综合大学的建设需要多少块砖，并在重力水坝的建设中发表技术意见让苏联专家都称赞不已）。全能，则体现在技能方面，比如凭借超凡的射击本领准确击中五十米开外的乌鸦腿而不误伤喜鹊。另外一些故事，则展现了如此异禀的“天降奇才”对待朝鲜老百姓却是无比谦逊关爱，例如，在战争期间主动提出把自己的“营养补给”减量到其它高干的一半，坚持把山民进献的千年人参分给更为需要的伤病员，让出座车送风雪中的女学生上学，等等。

## 历史地位
作为朝鲜官方发行的金日成故事集，该书对研究朝鲜对于金日成的个人崇拜有参考价值。书中的故事是经过朝鲜政府认可的，可视作朝鲜官方至今许多宣传故事的蓝本。

## 影响
随着金正日于1974年被推戴为金日成的接班人，金正日也有类似的故事集《伟人 —— 金正日》（朝鲜外文出版社1989年出版发行；1995年发行第二卷，作者李一馥），该故事集同样存在中文翻译版。
互联网时代之后，关于朝鲜领导人的故事开始在朝鲜官方背景的网站上登载，比如由我们民族自己网站，就设有“卓绝伟人们”（절세의 위인을 우러러）板块，其中不仅有金日成，也有金正日和金正恩的事迹故事。这些故事的结构和内容都和《卓绝的伟人》非常相似。
通过借鉴《卓绝的伟人》和类似书籍，2000年代中期的中国互联网写手得到创作灵感，创作了一些打着朝鲜官方名义（如号称来自朝鲜小学教科书）的伪作，意在迎合中国观众对朝鲜领导人宣传夸大其实的成见和取笑心理。知名的如“金日成步枪打飞机 （页面存档备份，存于）”和“金正日用石子打卫星 （页面存档备份，存于）”等。这些伪作的共同特点是从来没有刊登出朝鲜文的原文或官方翻译出版物作为参考。